# Wind of Change
«Wind of Change» (букв. «Вітер зміни», хоча часто перекладається як «Вітер змін») — рок-балада, написана Клаусом Майне, вокалістом групи Scorpions. Пісня присвячена перебудові в СРСР і закінченню холодної війни.

## Історія
Ідея твору виникла в Клауса Майне під час «перебудови», в серпні 1989 року, коли учасники міжнародного фестивалю пливли на човні по Москві-ріці до Парку Горького. Так і починається пісня: «I follow the Moskva down to Gorky Park listening to the wind of change». У ті дні «Scorpions» разом з «Bon Jovi», «Mötley Crüe» та іншими рок-виконавцями виступали перед сотнями тисяч слухачів на «Moscow Music Peace Festival».
Композиція вийшла у 1990 році у складі альбому Crazy World і незабаром, піднявшись на верхівки чартів Європи і Америки, стала справжнім хітом. У 1995 році увійшла до концертного альбому Live Bites. В 2000 виходить версія, записана разом з берлінським філармонічним оркестром (альбом «Moment of Glory»), а в 2001 році акустичну версію пісні включили в альбом «Acoustica». Крім того, групою були записані версії пісні російською та іспанською мовами.
У 2005 глядачі німецького телеканалу ZDF назвали композицію «Піснею століття». «Wind of Change» — найбільш продаваний сингл у Німеччині. Пісня стала широко відомою як гімн возз'єднання Німеччини, вона часто звучить у хроніках про падіння Берлінської стіни.

## Цікаві факти
- Пісня використовувалася в кліпі для реклами першого пакету карт для гри Call of Duty: Black Ops, створеному на рушії гри. До складу цього набору входить карта Berlin Wall, дії відбуваються на КПП Чарлі.
- 27 березня 2022 року перед початком виступу у Лас-Вегасі вокаліст Клаус Майне висловив підтримку Україні. Колектив навіть змінив текст хіта «Wind of Change», щоб підтримати нашу країну. Замість рядків «Follow the Moskva Down to Gorky Park …» («Берегом Москви(ріки) до парку Горького …») заспівали: «Now listen to my heart, it says Ukrainia …» («А тепер послухай моє серце, воно каже: Україна …») https://youtu.be/1rWKNfawEiw

## Використання в кіно
Фінальна пісня фільму «Manta, Manta».

## Чарти
| Чарт (1991–1992)                     | Найвища позиція |
| ------------------------------------ | --------------- |
| Австралія (ARIA)                     | 7               |
| Австрія (Ö3 Austria Top 75)          | 1               |
| Бельгія (Ultratop Flanders)          | 2               |
| Canada Top Singles (RPM)             | 10              |
| Denmark (IFPI)                       | 2               |
| Europe (Eurochart Hot 100)           | 1               |
| Франція (SNEP)                       | 1               |
| Німеччина (Media Control AG)         | 1               |
| Ірландія (IRMA)                      | 2               |
| Нідерланди (Dutch Top 40)            | 1               |
| Нідерланди (Mega Single Top 100)     | 1               |
| Нова Зеландія (RIANZ)                | 17              |
| Норвегія (VG-lista)                  | 1               |
| Швеція (Sverigetopplistan)           | 1               |
| Швейцарія (Media Control AG)         | 1               |
| Велика Британія (UK Singles Chart)   | 2               |
| США (Billboard Hot 100)              | 4               |
| США (Adult Contemporary) (Billboard) | 43              |
| США (Mainstream Rock) (Billboard)    | 2               |

| Чарт (1991)                        | Позиція |
| ---------------------------------- | ------- |
| Австарлія (ARIA)                   | 43      |
| Австрія (Ö3 Austria Top 40)        | 1       |
| Бельгія (Ultratop 50 Flanders)     | 2       |
| Canada Top Singles (RPM)           | 94      |
| Європа (Eurochart Hot 100)         | 2       |
| Німеччина (Official German Charts) | 1       |
| Нідерланди (Dutch Top 40)          | 8       |
| Нідерланди (Single Top 100)        | 8       |
| Швейцарія (Schweizer Hitparade)    | 1       |
| UK Singles (OCC)                   | 21      |
| US Billboard Hot 100               | 39      |

## Сертифікації
| Регіон | Сертифікація | Продажі  |
| --- | ------------ | -------- |
| Австралія (ARIA) | Золотий      | 35 000^  |
| Австрія (IFPI Austria) | Платиновий   | 50 000*  |
| Данія (IFPI Denmark) | Платиновий   | 90 000   |
| Франція (SNEP) | Золотий      | 400 000* |
| Німеччина (BVMI) | Платиновий   | 500 000^ |
| Італія (FIMI) sales since 2009 | Платиновий   | 70 000   |
| Росія (NFPF) Ringtone | Золотий      | 100 000* |
| Велика Британія (BPI) | Срібний      | 200 000^ |
| США (RIAA) | Золотий      | 500 000^ |
| *продажі, що базуються лише на сертифікаціях · ^відвантаження, що базуються лише на сертифікаціях · продажі+прослуховування, що базуються лише на сертифікаціях |              |          |